# Tjarou
Tjarou (Ṯȝrw, ou Tjaret : Ṯȝr.t) est une forteresse égyptienne située sur la route principale menant vers le Pays de Canaan. Le site est situé sur l'actuel Tell Heboua et était appelé Σελη (Selē) par les Grecs et Silé par les Romains.

## Histoire
L'Horus de Mesen était vénéré à Tjarou sous la forme d'un lion, et en raison de ses liens théologiques étroits avec Edfou, la ville était parfois appelée l'Edfou de la Basse-Égypte.
Tjarou, étant une ville frontière dans une région désertique inhospitalière, était un lieu de bannissement pour les criminels. Dans son Grand Édit, Horemheb menace de défiguration (nez coupé) et de bannissement à Tjarou pour punir les fonctionnaires de divers crimes.

## Le site archéologique
Le site se compose de trois secteurs, nommés Tell Heboua I, II et III :
- Tell Heboua I date de la fin de la Deuxième Période intermédiaire, jusqu'à la XXVIe dynastie.
- Tell Heboua II date du début du Nouvel Empire jusqu'à la XXVIe dynastie.
- Tell Heboua III semble être principalement constitué de vestiges d'établissements du Nouvel Empire.

Les fouilles menées en 2013 sur le site ont mis au jour les vestiges de bâtiments datant des règnes de Thoutmôsis III et de Séthi Ier et, en dessous, ce qui semble être des bâtiments administratifs de deux étages et des silos datant de la période Hyksôs. Ces bâtiments associés aux Hyksôs ont été fortement brûlés. Les silos de Tell Habuoua pouvaient stocker jusqu'à deux-cents tonnes de céréales, ce qui a conduit les chercheurs à penser qu'une unité de l'armée était en garnison dans cette colonie. Sous la cour de l'un des bâtiments administratifs, des cercueils et des squelettes ont été découverts. Les squelettes contenaient des preuves évidentes de mort violente : ils portaient des marques de coupure et des signes de pointes de lance de flèches qui avaient pénétré leurs corps et les avaient blessés. Les corps ont été estimés être les restes des forces Hyksôs qui ont combattu Ahmôsis Ier, dont le papyrus décrivant l'incendie de la ville a également été trouvé à Tell Habuoua.
Deux stèles ont également été découvertes à Tell Habuoua, elles contenaient les noms d'une femme qui semblait appartenir à la royauté Hyksôs, appelée Tani (datée de -1570 environ), dont le titre était Sœur du roi, et d'un prince Hyksôs appelé Nahsy, qui est également mentionné dans le Canon royal de Turin et dans des scarabées précédemment trouvés en Égypte.
Le responsable des fouilles avait proposé que ce site ait été attaqué avant la chute d'Avaris pour s'assurer que les Hyksôs n'enverraient pas de messagers de Tel Habuoua pour appeler des forces de secours de Canaan (qui est assez proche) pour les aider contre l'armée d'Ahmôsis Ier.
À Tell Habuoua I ont été mises au jour des parties d'un complexe de temples saïtes. Le temple principal avait des pylônes et mesurait environ 61,2 × 28,2 m. Au nord-est de celui-ci ont été fouillés les restes d'un palais et au sud de celui-ci ont été trouvés les restes d'un bâtiment carré composé de plusieurs casemates, formant une plate-forme. De tels bâtiments sont connus dans d'autres complexes de temples. Leur fonction est énigmatique

## Toponymie
Dans l'Égypte antique, le site a eu plusieurs noms :
| G47 | Z1 · E23 · Z1 · O49 |

| G47 | Z1 · E23 · Z1 · O49 |

| G47 | G1 | D21 · Z7 · O49 |

| G47 | G1 | D21 · Z7 · O49 |

| G47 | Z1 · E23 · Z1 · O49 |

| G47 | Z1 · E23 · Z1 · O49 |

| G47 | G1 | D21 · Z7 · O49 |

| G47 | G1 | D21 · Z7 · O49 |

| G47 | E23 · X1 · N25 · O49 |

| G47 | E23 · X1 · N25 · O49 |

| G47 | E23 · X1 · O49 |

| G47 | E23 · X1 · O49 |

| G47 | E23 · X1 · N25 · O49 |

| G47 | E23 · X1 · N25 · O49 |

| G47 | E23 · X1 · O49 |

| G47 | E23 · X1 · O49 |